# Beinwil am See
Beinwil am See (gsw. Böiu) – gmina (niem. Einwohnergemeinde) w północnej Szwajcarii, w kantonie Argowia, w okręgu Kulm. 31 grudnia 2014 liczyła 3013 mieszkańców.